# メカイノウエ
メカイノウエ（1976年8月29日 - ）は、日本のピン芸人、シンガーソングライター。
兵庫県豊岡市出身。ニュースタッフプロダクション所属。

## 来歴・人物
兵庫県立豊岡高等学校、島根大学卒業。目黒笑売塾1期生出身。
かつては「ムニエルエマニエル」、「僕らの街には山がない」というそれぞれの名前のお笑いグループを組んで活動していたことがあったが、2005年4月からピン芸人『メカイノウエ』として活動。所属事務所はかつてはアミューズに籍を置いていたことがあったが、その後フリーになり、現事務所に移籍。
中学校社会科、高等学校地理歴史のそれぞれの教員免許を持っている。芸名の名付け親はドラハッパーの西條。
ミヤシタガク、お侍ちゃん、頼知輝、テラシマニアック、浜辺のウルフと共に毎月「ポップスリー」という新ネタライブを開催している。

## 芸風
自虐的なネタのコントが多い。持ちネタには、サッカーでの柳沢敦のコールを取り入れたネタがあり（『イツザイ』ではこのネタを披露）、また「アウェーでも頑張れ」と叫んで太鼓を叩きながら演じるネタがある。
また「居酒屋の呼び込み」という持ちネタもあり、このネタでは冷えたビールを"○○のように冷えたビール"と色々な例えをしている。
最近では、ギター一本とハーモニカを使って弾き語りでネタを披露している。訴えるように叫ぶようなネタが多い。

## 出演

### テレビ
- イツザイ（テレビ東京） - 2008年8月30日初出演、キャッチコピーは「体育会系インドア男」
- ショーバト!（日本テレビ） - 2010年6月29日、「ミニバト!」で『ロード』（THE 虎舞竜）と童謡『森のくまさん』をミックスしてで歌う
- あらびき団（TBS） - 2011年1月11日初出演、初顔芸人スペシャル「犬ぬいぐるみ芸」
- 『ぷっ』すま（テレビ朝日） - 2012年11月16日、「お好み瞬間芸」に出演
- オサレもん（フジテレビ） - 不定期、複数回出演
- うぷ村（TBS） - 2015年7月8日
- なら≒デキ〜○○なら××デキるはず〜（テレビ朝日） - 2016年10月26日深夜

### ウェブテレビ
- バラエティ開拓バラエティ 日村がゆく（2019年7月3日、AbemaTV）- リコーダー1グランプリ

### ライブ
- Drive
- Drive Jr.
- TEPPEN
- ヴっかけ!!
- お笑いタカタカブーン
- ポップスリー

他